# Praia da Bica (Rio de Janeiro)
A Praia da Bica é uma praia localizada entre os bairros do Cacuia e do Jardim Guanabara, na Ilha do Governador, na Zona Norte do município do Rio de Janeiro, no Brasil. A Bica é a primeira maior e a mais banhável das praias da ilha e um dos pontos mais movimentados da vida noturna do Jardim Guanabara. Ao longo da praia, há uma bela vista da cidade e quiosques e restaurantes, e nas noites muitos jovens se juntam para beber e tornando-se um frequentado ponto de encontro dos moradores. A Capela Imperial Imaculada Conceição é um dos pontos históricos da praia, onde a construção é datada do século XIX, sob uma ermida datada  do século XII. Ela é muito querida pelos moradores locais, sendo chamada carinhosamente de "igrejona” ou " capelinha ".

## Etimologia

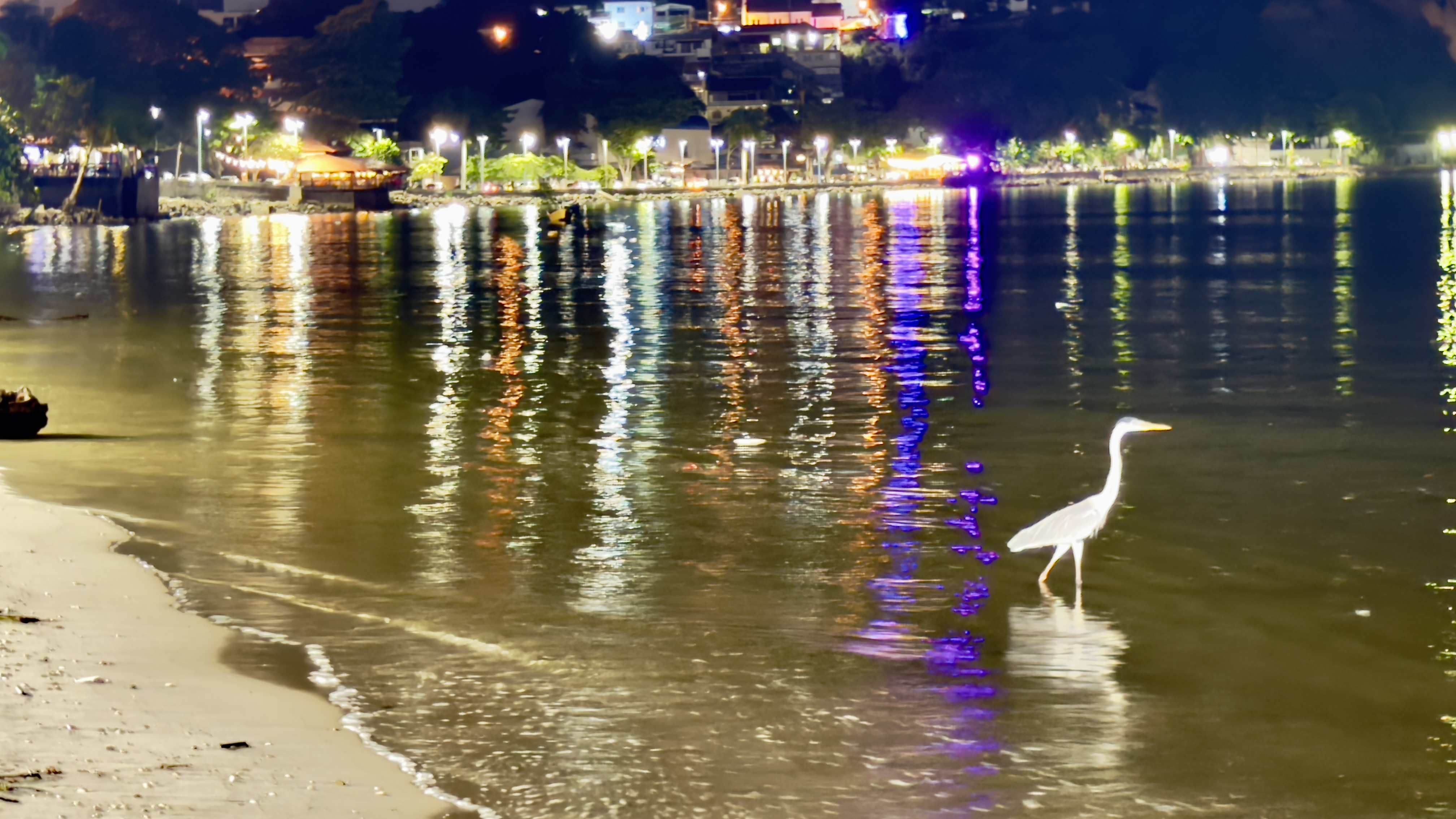
Praia da Bica.

Possui esse nome derivado de um chafariz colonial instalado numa pequena elevação. 

## Projeto de despoluição
Há um projeto de despoluição da praia em parceria com a Prefeitura do Rio e o Governo do Estado do Rio de Janeiro orçado em 26 milhões de reais, o qual contribuirá para melhoria das condições das águas dessa praia.